# Edvige di Brandeburgo
Edvige di Brandeburgo (Cölln, 23 febbraio 1540 – Wolfenbüttel, 21 ottobre 1602) era una margravina di Brandeburgo per nascita e per matrimonio duchessa di Brunswick-Wolfenbüttel.

## Famiglia

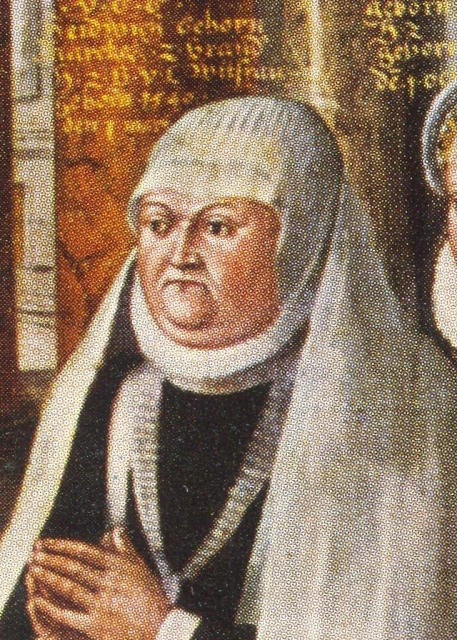
Edvige di Brandeburgo.

Edvige era una figlia del principe elettore Gioacchino II di Brandeburgo (1505-1571) e la sua seconda moglie, Edvige Iagellona (1513-1573), figlia del re Sigismondo I di Polonia.

## Matrimonio
Sposò, il 25 febbraio 1560 a Cölln, il duca Giulio di Brunswick-Lüneburg (1528-1589). La coppia si conobbe, per la prima volta, alla corte del margravio Giovanni a Küstrin, dove Giulio era fuggito dal padre ribelle.
La coppia ebbe undici figli:
- Sofia Edvige (1561-1631), sposò nel 1577 il duca Ernesto Luigi di Pomerania-Wolgast (1545-1592);
- Enrico Giulio (1564-1613), duca di Brunswick-Wolfenbüttel, sposò nel 1585 alla principessa Dorotea di Sassonia (1563-1587); sposò nel 1590 alla principessa Elisabetta di Danimarca (1573-1625);
- Maria (1566-1626), sposò nel 1582 il duca Francesco II di Sassonia-Lauenburg (1547-1619);
- Elisabetta (1567-1618), sposò nel 1583 il conte Adolfo XI di Holstein-Schauenburg († 1601); sposò nel 1604 il duca Cristoforo di Brunswick-Harburg († 1606);
- Filippo Sigismondo (1568-1623), vescovo di Osnabrück e Verden;
- Margherita (1571-1580);
- Gioacchino Carlo (1573-1615);
- Sabina Caterina (1574-1590);
- Dorotea Augusta (1577-1625), badessa di Gandersheim;
- Giulio Augusto (1578-1617), abate di Michaelstein Abbey;
- Edvige (1580-1657), sposò nel 1621 il duca Ottone III di Brunswick-Harburg (1572-1641).

Dopo che Giulio si riconciliò con il padre, Enrico II, che accettò con riluttanza il matrimonio di suo figlio con una protestante, la coppia ricevette i castelli in Assia e Schladen.

## Ascendenza
|                              |                        |                        | Genitori                  |  |  | Nonni |  |  | Bisnonni                  |  |  | Trisnonni                  |  |
|                              |                        |                        |                           |  |  |       |  |  | Giovanni I di Brandeburgo |  |  | Alberto III di Brandeburgo |  |
|                              |                        |                        |                           |  |  |       |  |  | Giovanni I di Brandeburgo |  |  | Alberto III di Brandeburgo |  |
|                              |                        | Margherita di Baden    |                           |  |  |       |  |  | Giovanni I di Brandeburgo |  |  |                            |  |
| Gioacchino I di Brandeburgo  |                        |                        |                           |  |  |       |  |  | Giovanni I di Brandeburgo |  |  |                            |  |
|                              |                        | Margherita di Sassonia | Guglielmo III di Sassonia |  |  |       |  |  |                           |  |  |                            |  |
|                              |                        | Margherita di Sassonia | Guglielmo III di Sassonia |  |  |       |  |  |                           |  |  |                            |  |
|                              |                        | Margherita di Sassonia | Anna d'Asburgo            |  |  |       |  |  |                           |  |  |                            |  |
| Gioacchino II di Brandeburgo |                        | Margherita di Sassonia |                           |  |  |       |  |  |                           |  |  |                            |  |
|                              |                        | Giovanni di Danimarca  | Cristiano I di Danimarca  |  |  |       |  |  |                           |  |  |                            |  |
|                              |                        | Giovanni di Danimarca  | Cristiano I di Danimarca  |  |  |       |  |  |                           |  |  |                            |  |
|                              |                        | Giovanni di Danimarca  | Dorotea di Brandeburgo    |  |  |       |  |  |                           |  |  |                            |  |
| Elisabetta di Danimarca      |                        | Giovanni di Danimarca  |                           |  |  |       |  |  |                           |  |  |                            |  |
|                              |                        | Cristina di Sassonia   | Ernesto di Sassonia       |  |  |       |  |  |                           |  |  |                            |  |
|                              |                        | Cristina di Sassonia   | Ernesto di Sassonia       |  |  |       |  |  |                           |  |  |                            |  |
|                              |                        | Cristina di Sassonia   | Elisabetta di Baviera     |  |  |       |  |  |                           |  |  |                            |  |
| Edvige di Brandeburgo        |                        | Cristina di Sassonia   |                           |  |  |       |  |  |                           |  |  |                            |  |
|                              | Casimiro IV di Polonia | Ladislao II Jagellone  |                           |  |  |       |  |  |                           |  |  |                            |  |
|                              | Casimiro IV di Polonia | Ladislao II Jagellone  |                           |  |  |       |  |  |                           |  |  |                            |  |
|                              | Casimiro IV di Polonia | Sofia Alšėniškė        |                           |  |  |       |  |  |                           |  |  |                            |  |
| Sigismondo I Jagellone       | Casimiro IV di Polonia |                        |                           |  |  |       |  |  |                           |  |  |                            |  |
|                              |                        | Elisabetta d'Asburgo   | Alberto II d'Asburgo      |  |  |       |  |  |                           |  |  |                            |  |
|                              |                        | Elisabetta d'Asburgo   | Alberto II d'Asburgo      |  |  |       |  |  |                           |  |  |                            |  |
|                              |                        | Elisabetta d'Asburgo   | Elisabetta di Lussemburgo |  |  |       |  |  |                           |  |  |                            |  |
| Edvige Jagellona             |                        | Elisabetta d'Asburgo   |                           |  |  |       |  |  |                           |  |  |                            |  |
|                              |                        | István Zápolya         | …                         |  |  |       |  |  |                           |  |  |                            |  |
|                              |                        | István Zápolya         | …                         |  |  |       |  |  |                           |  |  |                            |  |
|                              |                        | István Zápolya         | …                         |  |  |       |  |  |                           |  |  |                            |  |
| Barbara Zápolya              |                        | István Zápolya         |                           |  |  |       |  |  |                           |  |  |                            |  |
|                              |                        | Jadwiga di Teschen     | …                         |  |  |       |  |  |                           |  |  |                            |  |
|                              |                        | Jadwiga di Teschen     | …                         |  |  |       |  |  |                           |  |  |                            |  |
|                              |                        | Jadwiga di Teschen     | …                         |  |  |       |  |  |                           |  |  |                            |  |
|                              |                        | Jadwiga di Teschen     |                           |  |  |       |  |  |                           |  |  |                            |  |